# Juan Magnus Morales

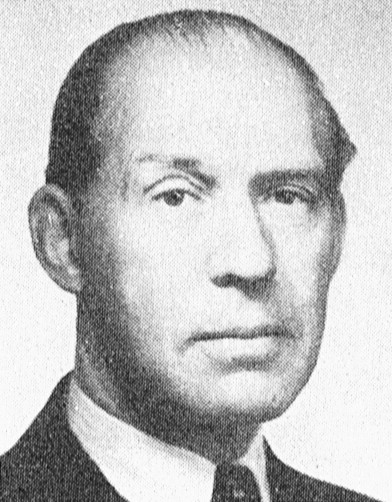
Juan Morales.

Juan Magnus Morales, född 20 juni 1888 i Almeria, död 9 september 1971 i Stockholm, var en svensk grosshandlare, företagare och filantrop. Han var bror till tonsättaren Olallo Morales.

## Biografi
Juan Morales föräldrar var diplomaten Olallo Morales Lupión (1852–1889) och Zelma (Selma) Wilskman. Han besökte Göteborgs handelsinstitut 1907–1908 och studerade vid Handelshochschule Berlin 1908–1909. Därefter fick han anställning vid Skandinaviska Banken i Stockholm 1909–1915 och sedan blev han chef för Göteborgsfirman Sven Hylander & Co:s Stockholmskontor. 1925 grundade han firman Morales & Co i Stockholm och var ägare till AB Harplinge Lantbruksprodukter och Köpings Lagerhus AB.

### Privat
Juan Morales var gift med Astri Nordgren. Han ägde motorbåten Almeria II uppkallad efter sin födelseort och tillverkad på Lidingö 1939. Han var musikintresserad och spelade som amatör i Grünewaldkvartetten, där en av deltagarna var Hugo Alfvén. I sin bostad på Strandvägen 13 brukade han på 1950-talet framföra kammarmusik om kvällarna och spelade själv violin. Han fann sin sista vila på Norra begravningsplatsen där han gravsattes den 8 oktober 1971.